# Mullen (Nebraska)
Pour les articles homonymes, voir Mullen.
La ville de Mullen est le siège du comté de Hooker, dans l’État de Nebraska, aux États-Unis. Elle comptait 509 habitants lors du recensement de 2010.